# Васа Чарапић
Василије „Васа” Чарапић, (1768 – 1806), познат и као Змај од Авале, био је један од најистакнутијих бораца и јунака у устанку против дахија. Учествовао је у Првом српском устанку против Османског царства.

## Биографија
Овај знаменити војсковођа рођен је 1768. године у Белом Потоку испод Авале, а погинуо 29. новембра 1806. у борби за ослобођење Београда. Његова породица пореклом је била из племена Кучи у Црној Гори, а занимљиво презиме добила је тако што је један од његових предака случајно убио пса неког Турчина, па је овај за откуп тражио 500 гроша. Када је скупио паре његов предак је новац, уместо у кеси послао у чарапи, па су прозвани Чарапићима. Отац Васе Чарапића звао се Велимир Чарапић.
У Аустријско-турском рату, 1788–1791, борио се као добровољац на страни Аустријанаца, против Турске. Након рата изабран је за кнеза Грочанске нахије. У Српској народној војсци, организованој 1797. године, био је буљубаша. За време Сече српских кнежева 1804. побегао је на Авалу и организовао чету, са којом је у марту 1804. код Лештана из заседе убио јаничаре под дахијом Алијом Кучуком и крџалије под Алијом Гушанцем. Изабран је затим за грочанског војводу.

### Фрајкор
Као фрајкор Васа Чарапић је учествовао у Кочиној крајини. У рату између Турске и Аустрије Васа се борио као добровољац против Турака. Том се приликом одликовао изузетним јунаштвом, па је стекао и велики углед. Због тога је на нахијској скупштини изабран за кнеза грочанске нахије. Васа је био познат и по једној ствари - великој мржњи према Турцима, која је постала пословична.
Чарапић је постао војвода грочанске нахије у устаничкој војсци. У почетку је требао да са Авале прати на кретање дахија у Београду. Након сукоба код Дрлупе, Карађорђе се договорио са четама Јанка Катића, Симе Марковића и Васе Чарапића да спречавају испаде Турака из Београда. Када је у помоћ дахијама из Јагодине према Београду кренуо Кучук Алија са Гушанцем и крџалијама Карађорђе је поручио Јанку Катићу и Васи Чарапићу да направе заседе са обе стране Авале и да га сачекају. Турци су успут запленили велику стоку, а Васа Чарапић им је припремио заседу у Лештанима. Када их је Васа напао из заседе Турци су се успаничили, сматрајући да се ради о нападу главнине устаничке војске. Погинуло је много Турака, а остали су се дали у бег према Београду оставивши много блага и оружја.Та велика победа прославила је Чарапића.

### Хајдук
Тада је он спалио турски хан и одметнуо се у хајдуке. У планини је провео једну тешку зиму и једва је преживео. Прича се да је, када је гора почела да листа, ставио сребрњак у прво олистало дрво које је видео, опалио из пиштоља и од радости ускликнуо: „Е, чик сад Туро, Васа стече крила!”.
Окупио је око себе чету храбрих људи у борби против Турака. Име Васе Чарапића посебно се прочуло када је пресрео код Лештана Турке крџалије, са злогласним харамбашом Гушанцем на челу, разбио их и стекао велико благо. Све што је добио поделио је народу шаком и капом.

### Устанак
По почетку устанка постаје један од главних војсковођа, а Карађорђе га је толико ценио да је био један од ретких који је у његов чадор смео да уђе ненајављен. По легенди био је мало наглув, али чак и у сну, када би чуо да неко изговара реч Турци, скакао је, повлачио ороз и нишанио спреман да опали.

### Погибија
Карађорђе се 1806. двоумио да ли да крене на Београд. Ипак, по наговору самог Чарапића, решио је да нападне. Остале старешине нису веровале да је могуће освојити Београд, али Васа је добро познавао прилике и наговарао Карађорђа да ударе. Напад је почео у зору 29. новембра, муњевитим упадом Срба унутар зидина. Васа је са 3.000 својих војника напао шанац код Стамбол капије, отприлике код почетка Скадарске улице, међутим, када је трком кренуо ка Стамбол-капији и викнуо „За мном, браћо!” турски куршум га је погодио у крста.
„Гле, изеде ме пас, закон му његов! ... Не бојте се! Ено пева Чамџија!” рекао је тад храбрећи своје саборце. Милосав Чамџија је баш у том тренутку узјахао турски топ на бедему и запевао на сав глас. Пренет је у Карађорђев шатор, где се за живот борио још два сата, а онда је издахнуо. Пред смрт позвао је брата Танасија и рекао да га сахрани у манастиру Раковица. Жеља му је испуњена, а по наредби краља Петра I читав век касније (1910) подигнут му је споменик.
Београђани су у част јунака назвали улицу од Трга републике до Студентског трга. Споменик Васи Чарапићу је управо на месту где је погинуо, недалеко од улице која добила име по њему.
Током борбе за ослобођење Београда 1806. године, Васа Чарапић је смртно рањен у јуришу на Стамбол капију. Борба за ослобађање Београда 1806. године није имала изразитог хероја, лик око кога би се конституисао мит о победи. Српски губици у борбама нису били велики, а сматра се да је погинуло око педесет бораца, од којих је најугледнији био војвода Васа Чарапић, командант војске Грочанске нахије. Погибија прослављеног јунака многих битака уклапала се у општу и популарну представу о националном хероју који даје свој живот за отаџбину, што је иницирало да се Васа Чарапић произведе у централног хероја за ослобођење Београда 1806. године и као такав уведе у колективну меморију.
Поред традиционалног меморисања освајања Београда кроз песме и приче, које спонтано настају током и непосредно након борби, важан фактор су биле и историјске синтезе догађаја попут дела Леополда Ранкеа Die Serbische Revolution, објављеног у Хамбургу 1829, као и текстови објављени у београдској Голубици, 1842. године, приписивани карловачком митрополиту Стефану Стратимировићу. Значајна улога у креирању меморије и конституисању националног идентитета и хероизацији појединаца припала је и визуелним уметностима. Једна од најранијих представа Васе Чарапића јесте акварел Анастаса Јовановића Смрт Васе Чарапића на Стамбол капији, који се у литератури датује у 1860. годину, а вероватно је настао неколико година раније, односно пре повратка Обреновића на власт. Отприлике у исто време, између 1856. и 1858. године, Стева Тодоровић је насликао монументалну композицију Васе Чарапића. Сценом доминира идеализовани лик Васе Чарапића насликан према неком његовом рођаку из Белог Потока.

## Наслеђе
Презентација Васе Чарапића у визуелним уметностима је поред идеје величања хероја у циљу конституисања националне свести имала и династичку конотацију, при чему је Чарапић као јунак борби за Београд 1806. године и Првог српског устанка био смештан и у контекст династичке супремације породице Карађорђевић. Сменом династија и повратком Обреновића 1859. године историјско сликарство је усмерено у другом правцу, а теме из Првог српског устанка се ретко сликају. Након повратка Карађорђевића ова тематика се појављује у малом броју, а позната је представа Смрт Васе Чарапића, коју је насликао Вељко Станојевић. Такође, идеализовани лик Васе Чарапића појављује су у илустрованој едицији Знаменити Срби XIX века, коју је издао Андра Гавриловић почетком XX века у Загребу. Сећање на хероја борби за Београд 1806, материјализовано је путем његовог гробног места које прераста у топос националне меморије.Васа Чарапић је сахрањен у манастиру Раковица, према неким изворима по сопственој жељи. Такође важну чињеницу у одабиру гробног места, имало је то што је Чарапић потицао из Белог Потока у близини Раковице. Након сахране, његова породица је поставила надгробни камени белег са епитафом. Овај епитаф није сачуван, али је преко каснијих преписа делимично познат. Сачињен је у форми која одражава приватан однос породице према покојнику без намере да се он приказује као национални херој.
У филму из 1955. године „Песма са Кумбаре”, који говори о опсади и заузећу Београда, Васу Чарапића глуми Васа Пантелић. Филм приказује погибију војводе са изреченом чувеном реченицом.

## Галерија
- Улица Васе Чарапића
- Спомен плоча на цркви Свете Тројице у Рипњу
- Споменик поред Народног позоришта у Београду
- Гроб Васе Чарапића
- Устанак на Турке
- Смрт Васе Чарапића